# Plasmólisis
Plasmólisis  (Plas-m Líquido constituyente; Lysis descomposición) es un fenómeno que se produce en las células vegetales por la semipermeabilidad (también llamada selectivamente permeable) de la membrana citoplasmática y la permeabilidad de la pared celular. Se produce cuando las condiciones del medio extracelular son hipertónicas, es decir, que tienen una concentración mayor que la que existe en el interior celular. Debido a esto, el agua que hay dentro de la vacuola sale al medio hipertónico (ósmosis) y la célula se deshidrata, ya que pierde el agua que la llenaba, reduciendo así su tamaño.
En células vegetales este fenómeno puede provocar que la membrana plasmática se separe de la pared vegetal, siendo esta separación irreversible. A este tipo de plasmólisis se le llama plasmólisis permanente,  se produce cuando la célula no puede volver al estado normal. También existe la plasmólisis incipiente que es el caso en el que la célula vegetal pierde agua pero puede volver al estado natural o vegetal.

La vacuola de la célula vegetal es la principal responsable de que ésta se mantenga turgente, cuando tiene la posibilidad de absorber agua.

- Datos: Q898668
- Multimedia: Plasmolysis / Q898668